# Соколов, Николай Константинович
Никола́й Константи́нович Соколо́в (26 ноября [8 декабря] 1896, Касимов — 30 июля 1941, Москва) — советский государственный деятель, председатель Правления Госбанка СССР. Окончил финансовый факультет Московского финансово-экономического института.

## Биография
Родился в семье рабочего. До Октябрьской революции был рабочим на заводе, а также работал на речном транспорте. В 1918 году вступил в РКП(б). В 1918—1920 годах — член райкома в Рязани и член Рязанского горсовета. В 1920—1924 годах работал в продорганах. В 1920 — заведующий распределительным отделом Рязанского губернского комитета, член губернской продколлегии Рязанского губернского продовольственного комитета. В 1921 — заведующий административным и финансово-счётным отделом губернского комитета. В 1921—1922 — главный уполномоченный Рязанского губернского исполкома, губернского комитета и губернского продовольственного комитета по заготовкам в ряде уездов губернии. В 1922 работал заведующим губернской сельской конторой, в 1923 году — заведующим отделом распределения Рязанского губернского продовольственного комитета и уездным продкомиссаром в Сапожковском уезде.
С 1924 года Соколов работал в Рязанском губернском финансовом отделе, стал заместителем заведующего отделом налоговых дел, а затем — заведующим отделом налоговых доходов Рязанского губернского финансового отдела. В 1926 после окончания финансовых курсов был назначен заместителем заведующего Рязанским губернским финансовым отделом. С сентября 1926 по совместительству работал заместителем председателя правления Рязанского коммунального банка. В 1928—1929 — заместитель заведующего Тверским губернским финансовым отделом. 
В 1929 в связи с созданием областей и организацией округов переведен в Москву и назначен заместителем уполномоченного Наркомфина по Московскому округу. В том же году он поступил в Московский финансово-экономический институт. В 1930 работал управляющим конторой Госстраха по Московскому округу, затем полгода работал экономистом в Зернотресте. В 1931—1937 работал в Московском городском финансовом отделе, в должности заведующего сектором бюджета и заместителя заведующего Московским городским финансовым отделом. В июле 1937 решением Президиума Моссовета утвержден на должность управляющего Мосгорбанком, а спустя два месяца назначен заместителем наркома финансов РСФСР.
В 1938 году Н. К. Соколов был назначен заместителем наркома финансов СССР. В 1938 году Председателем Правления Государственного банка СССР стал Н. А. Булганин, а его Первым заместителем и членом коллегии НКФ — Н. К. Соколов. В апреле 1940 года после назначения Булганина заместителем председателя СНК на пост Председателя Правления Государственного банка СССР был назначен Н. К. Соколов.
В октябре 1940 года за «самовольное» нарушение кассового плана на IV квартал 1940 года Соколов был снят с должности Председателя Правления Государственного банка СССР. Арестован 21 декабря 1940 года. 
Осужден 9 июля 1941 Военной коллегией Верховного суда СССР по обвинению в шпионаже. Расстрелян 30 июля 1941, место захоронения — расстрельный полигон «Коммунарка».
18 июня 1955 года реабилитирован. 